# ديمو (مقاطعة كلاردشت)
ديمو (بالفارسية: دیمو) هي قرية تقع في قسم بيرون‌بشم الريفي (مقاطعة كلاردشت) في إيران. يقدر عدد سكانها بـ 152 نسمة بحسب إحصاء 2016.